# Expanse
Expanse, także Ekspansja – cykl literacki z gatunku fantastyki naukowej w konwencji opery kosmicznej. Jej autorami są Daniel Abraham i Ty Franck, piszący pod pseudonimem James S.A. Corey.
Cykl składa się z 9 powieści i kilku opowiadań. Pierwszy tom uzyskał nominację do nagrody Hugo i piąte miejsce w głosowaniu na nagrodę Locusa w kategorii powieść science fiction. W roku 2013 drugi tom również uzyskał piąte miejsce w tej samej kategorii w głosowaniu do nagrody Locusa. W 2014 trzecia część cyklu otrzymała nagrodę Locusa w kategorii powieść science fiction.
Polskim wydawcą cyklu jest Wydawnictwo Mag, a tłumaczem Marek Pawelec.
W oparciu o cykl powstał serial telewizyjny The Expanse.

## Fabuła
Układ słoneczny został skolonizowany. Mars, Ziemia oraz Pas Asteroid są na skraju wojny. Statek Jima Holdena zostaje zniszczony, a on sam, wraz z niewielką załogą, próbuje zrozumieć, jak do tego doszło. W tym samym czasie w Pasie Asteroid detektyw Miller prowadzi śledztwo w sprawie zaginięcia bogatej, młodej dziewczyny.

## Powieści
| Część | Polski tytuł           | Oryginalny tytuł                                       | Oryginalny nr ISBN     | Polski nr ISBN         | Data oryginalnego wydania | Data polskiego wydania                                                                                                |
| ----- | ---------------------- | ------------------------------------------------------ | ---------------------- | ---------------------- | ------------------------- | --- |
| 1     | Przebudzenie Lewiatana | Leviathan Wakes                                        | ISBN 978-0-316-12908-4 | ISBN 978-83-7480-915-3 | 15 czerwca 2011           | 7 lutego 2013 (tom 1, wyd. Fabryka Słów) 14 czerwca 2013 (tom 2, wyd. Fabryka Słów)27 kwietnia 2018 (Wydawnictwo MAG) |
| 2     | Wojna Kalibana         | Caliban’s War                                          | ISBN 978-1-841-49990-1 | ISBN 978-83-7480-924-5 | 26 czerwca 2012           | 20 czerwca 2018 (Wyd. MAG)                                                                                            |
| 3     | Wrota Abaddona         | Abaddon’s Gate                                         | ISBN 978-0-316-12907-7 | ISBN 978-83-66065-03-1 | 4 czerwca 2013            | 3 października 2018 (Wyd. MAG)                                                                                        |
| 4     | Gorączka Ciboli        | Cibola Burn                                            | ISBN 978-0-316-21762-0 | ISBN 978-83-66065-30-7 | 17 czerwca 2014           | 28 listopada 2018 (Wyd. MAG)                                                                                          |
| 5     | Gry Nemezis            | Nemesis Games                                          | ISBN 978-0-316-21758-3 | ISBN 978-83-66065-38-3 | 2 czerwca 2015            | 24 kwietnia 2019 (Wyd. MAG)                                                                                           |
| 6     | Prochy Babilonu        | Babylon’s Ashes                                        | ISBN 978-0-316-33474-7 | ISBN 978-83-7480-623-7 | 6 grudnia 2016            | 18 września 2019 (Wyd. MAG)                                                                                           |
| 7     | Wzlot Persepolis       | Persepolis Rising                                      | ISBN 978-0-316-33283-5 | ISBN 978-83-66409-43-9 | 5 grudnia 2017            | 27 listopada 2019 (Wyd. MAG)                                                                                          |
| 8     | Gniew Tiamat           | Tiamat’s Wrath                                         | ISBN 978-0-316-33286-6 | ISBN 978-83-66409-09-5 | 26 marca 2019             | 17 czerwca 2020 (Wyd. MAG)                                                                                            |
| 9     | Upadek Lewiatana       | Leviathan Falls                                        | ISBN 978-0-3164-3428-7 | ISBN 978-83-67023-19-1 | 30 listopada 2021         | 26 stycznia 2022 (Wyd. MAG)                                                                                           |
| 10    | Legion wspomnień       | Memory's Legion: The Complete Expanse Story Collection | ISBN 978-1-5491-9114-5 | ISBN 978-83-67023-37-5 | 15 marca 2022             | 23 marca 2022 (Wyd. MAG)                                                                                              |

## Opowiadania
| #   | Polski tytuł            | Oryginalny tytuł                 | Umiejscowienie                                   | Liczba stron pierwodruku | Oryginalny nr ISBN     | Data oryginalnego wydania |
| --- | ----------------------- | -------------------------------- | ------------------------------------------------ | ------------------------ | ---------------------- | ------------------------- |
| 0.1 | Napęd                   | Drive                            | Przed Przebudzeniem Lewiatana                    | 7                        | ISBN 978-1-781-08056-6 | 27 listopada 2012         |
| 0.3 | Kocioł                  | The Churn                        | Przed Przebudzeniem Lewiatana                    | 75                       | ISBN 978-0-316-21766-8 | 29 kwietnia 2014          |
| 0.5 | Rzeźnik stacji Anderson | The Butcher of Anderson Station  | Przed Przebudzeniem Lewiatana                    | 40                       | ISBN 978-0-316-20407-1 | 17 października 2011      |
| 1   | brak – nie wydano       | The Last Flight of the Cassandra | Równolegle z Przebudzeniem Lewiatana             | 5                        | ISBN 978-1934547977    | 14 maja 2019              |
| 2.5 | Bogowie ryzyka          | Gods of Risk                     | Pomiędzy Wojną Kalibana, a Wrotami Abaddona      | 75                       | ISBN 978-0-316-21765-1 | 15 września 2012          |
| 3.5 | Życiowa otchłań         | The Vital Abyss                  | Pomiędzy Wrotami Abaddona, a Gorączką Ciboli     | 74                       | ISBN 978-0-316-21756-9 | 15 października 2015      |
| 6.5 | Dziwne psy              | Strange Dogs                     | Pomiędzy Prochami Babilonu, a Wzlotem Persepolis | 64                       | ISBN 978-0-316-21757-6 | 18 lipca 2017             |
| 7.5 | Auberon                 | Auberon                          | Pomiędzy Wzlotem Persepolis, a Gniewem Tiamat    | 63                       | ISBN 978-1-5491-7009-6 | 12 listopada 2019         |
| 9.5 | Grzechy naszych ojców   | The Sins of Our Fathers          | Po Upadku Lewiatana                              | 64                       | ISBN 978-0-3166-6907-8 | 15 marca 2022             |